# RAP1
Rap1 (Ras srodni protein 1) je mala GTPaza. On je mali citosolni protein koji deluje kao ćelijski prekidač, te je od vitalnog značaja za prenos signala. Postoje dve izoforme Rap1 proteina. Svaku od njih kodira zaseban gen, RAP1A i RAP1B. Rap1 pripada grupi Ras srodnih proteina.
GTPaze su neaktivne u svojoj GDP vezanoj formi, i aktiviraju se vezivanjem za GTP-a. Aktivirajući proteini GTPaze (GAP) i faktori razmene guanin nukleotida (GEF) regulišu male GTPaze. GAP proteini promovišu GDP vezanu (neaktivnu) formu, a GEF proteini GTP vezanu (aktivnu) formu. Kad su vezane za GTP, male GTPaze regulišu mnoštvo ćelijskih procesa. Ovi proteini se dele u familije u zavisnosti od njihove proteinske strukture. Rap1 je član najbolje istražene Ras superfamilije. Dok je Ras poznat po svojoj ulozi u ćelijskoj proliferaciji i opstanku, Rap1 predominantno učestvuje u ćelijskoj adheziji i formiranju ćelijskih spojeva. Ras i Rap su regulisani različitim setovima faktora razmene guaninskih nukleotida i aktivirajućih proteina GTPaza, što proizvodi određeni novo specifičnosti.

## Literatura
- Nicholas C. Price; Lewis Stevens (1999). Fundamentals of Enzymology: The Cell and Molecular Biology of Catalytic Proteins (Third изд.). USA: Oxford University Press. ISBN 019850229X.
- Eric J. Toone (2006). Advances in Enzymology and Related Areas of Molecular Biology, Protein Evolution (Volume 75 изд.). Wiley-Interscience. ISBN 0471205036.
- Branden C; Tooze J. Introduction to Protein Structure. New York, NY: Garland Publishing. ISBN 0-8153-2305-0.
- Irwin H. Segel. Enzyme Kinetics: Behavior and Analysis of Rapid Equilibrium and Steady-State Enzyme Systems (Book 44 изд.). Wiley Classics Library. ISBN 0471303097.